# Wierzbno (gromada w powiecie skwierzyńskim)
Wierzbno – dawna gromada, czyli najmniejsza jednostka podziału terytorialnego Polskiej Rzeczypospolitej Ludowej w latach 1954–1972.
Gromady, z gromadzkimi radami narodowymi (GRN) jako organami władzy najniższego stopnia na wsi, funkcjonowały od reformy reorganizującej administrację wiejską przeprowadzonej jesienią 1954 do momentu ich zniesienia z dniem 1 stycznia 1973, tym samym wypierając organizację gminną w latach 1954–1972.
Gromadę Wierzbno z siedzibą GRN w Wierzbnie utworzono – jako jedną z 8759 gromad na obszarze Polski – w powiecie skwierzyńskim w woj. zielonogórskim na mocy uchwały nr V/21/54 WRN w Zielonej Górze z dnia 5 października 1954. W skład jednostki weszły obszary dotychczasowych gromad Wierzbno, Strychy i Nowe Gorzycko ze zniesionej gminy Przytoczna w tymże powiecie. Dla gromady ustalono 10 członków gromadzkiej rady narodowej.
31 grudnia 1961 gromadę zniesiono, a jej obszar włączono do gromady Goraj w tymże powiecie.